# 大月短期大学附属高等学校

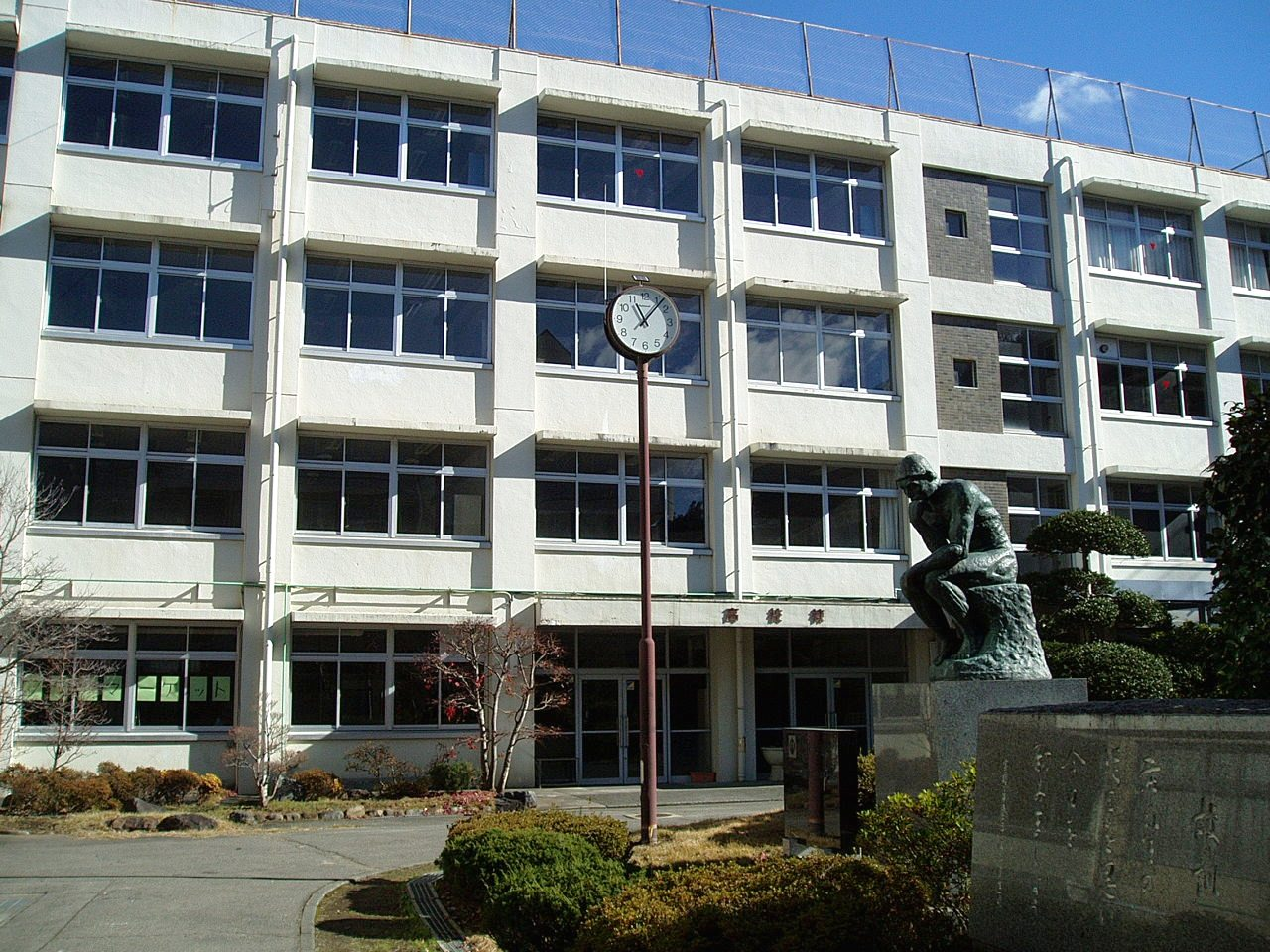
高校棟入り口（2014年12月）

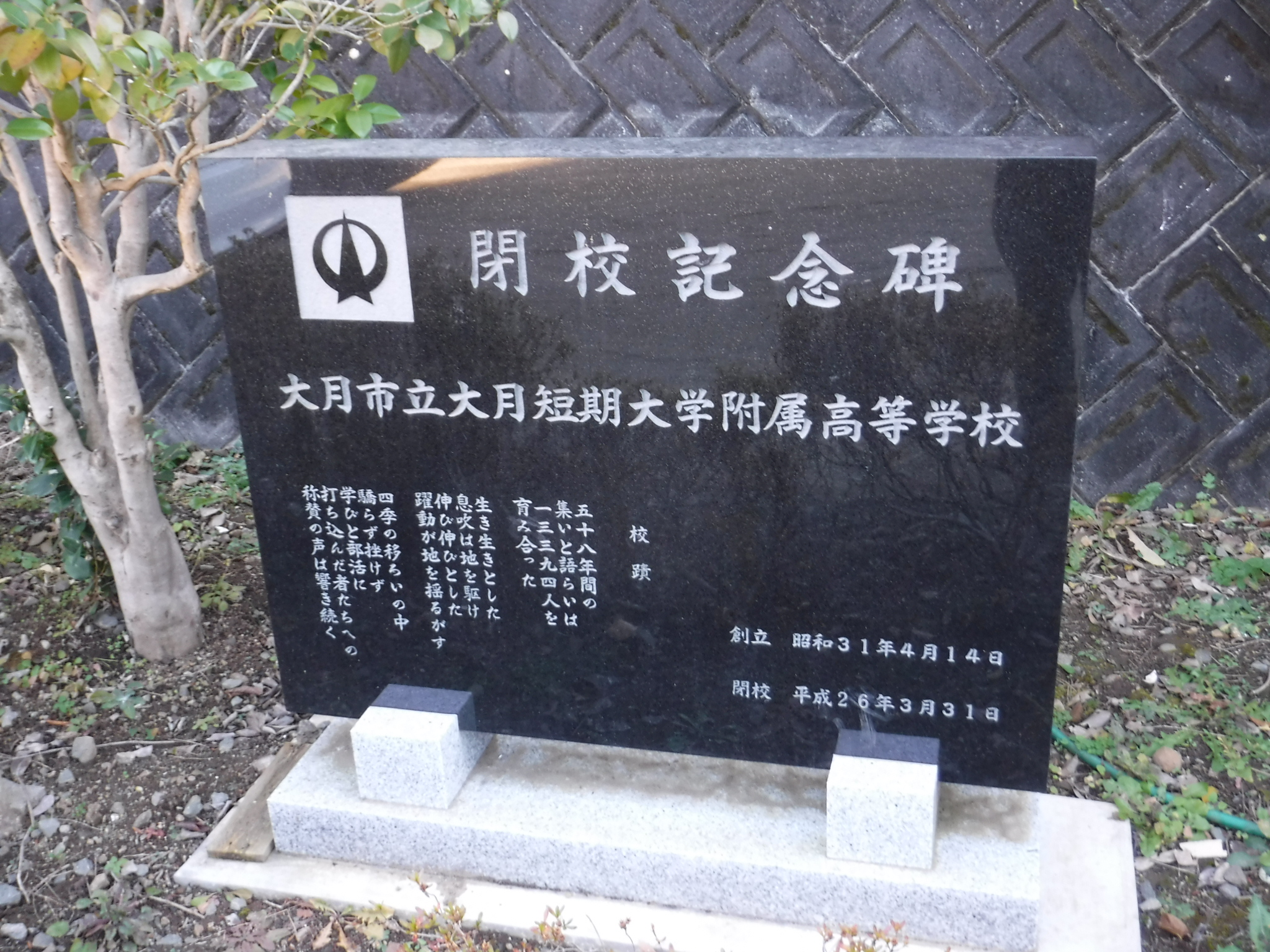
閉校記念碑（2016年12月）

大月短期大学附属高等学校（おおつきたんきだいがくふぞくこうとうがっこう、英語: Ohtsuki High School）は、かつて山梨県大月市御太刀1丁目に所在した市立の高等学校。大月短期大学の附属学校。通称は「大月高校」もしくは「月短」。

## 概要
1956年4月の開校から2014年3月の閉校まで58年にわたる歴史があり、その間、13,394人の出身者を世に送り出してきた。
2005年5月1日時点の在校生数は、1年 147人、2年 184人、3年 190人、計 521人であり、また、2011年5月1日時点の在校生数は、1年 110人、2年 137人、3年 136人、計 383人であった。教員数は2005年ないし2010年の平均値で42.3人であった。

### 設置学科
- 普通科
- 商業科

### 進路状況
最終年度にあたる2013年度の進路状況は進学51.6％・就職32.8％であり、卒業年度によって変動幅は見られるが、全体の概ね5割ないし6割にあたる進学者の方が多い。進学先の4年制大学・短期大学等と専修学校等の割合は4:6ないし3:7の比率であった。また、就職先は県内が7～8割を占め、県外就職に比べ地元志向が強い。

## 沿革
- 1955年 - 12月 北都留地区市町村教育委員会連絡協議会長他7人を発起人とする市立大月短期大学附属商業高校早期設置の陳情書が山梨県知事、山梨県会議長あてに提出される。
- 1956年 - 
  - 2月14日 市立大月短期大学内に附属高等学校開設。普通科・商業科を設置。
  - 4月14日 開校式挙行。
- 1958年 - 
  - 04月1日 普通科募集定員1学級増加。
  - 10月1日 校旗および学園歌制定。
- 1959年 - 3月1日 第1回卒業式挙行。
- 1960年 - 4月1日 普通教室8教室増加。
- 1963年 - 4月1日 商業科募集定員1学級増加。
- 1965年 - 4月1日 商業科特別教室6教室増加。募集定員、商業科2学級、普通科1学級増加。
- 1966年 - 4月14日 創立10周年記念式典挙行。
- 1968年 - 
  - 4月1日 普通科募集定員1学級増加。
  - 11月27日 4階建新校舎落成。
- 1970年 - 4月1日 商業科募集定員1学級増加。
- 1971年 - 4月1日 商業科募集定員1学級増加。
- 1972年 - 
  - 2月10日 屋内体育館竣工祝賀会挙行。
  - 4月1日 商業科募集定員7学級とし、普通科生徒募集停止。
- 1973年 - 
  - 1月11日 留学生（オーストラリア）受入れ。
  - 4月1日 商業科に類型制[注釈 1] を設置。
- 1974年 - 
  - 2月19日 岩殿ホール竣工祝賀会挙行。
  - 4月1日 全学級商業科に移行。
- 1976年 - 11月18日 創立20周年式典挙行。
- 1979年 - 4月21日 テニスコート竣工式挙行。
- 1980年 - 10月23日 学園歌碑建立。
- 1985年 - 
  - 10月 大月市長から大月短期大学及び附属高等学校運営委員会への「大月市立大月短期大学及び同附属高等学校の将来構想」にかかる諮問（同年6月）に対して、短期大学との分離および同一敷地からの移転が答申される[注釈 2]。
  - 11月27日 創立30周年記念式典挙行。
- 1991年 - 4月1日 募集定員6学級となる。短大校舎増築に伴い短大棟移管。
- 1992年 - 4月1日 普通科2学級復活、商業科4学級と併設。
- 1995年 - 8月22日 オーストラリアのハービー・ベイ市へ親善交流生派遣。
- 1996年 - 11月14日 創立40周年記念式典挙行。
- 2003年 - 4月 大月短期大学との高大連携により、特別聴講生としての短大受講を開始[注釈 3]。
- 2005年 - 9月 急激な少子化の影響などを背景に、市から「大月市立大月短期大学附属高等学校基本問題審議会」に対し(1)附属高校の存続、(2)附属高校の発展、活性化策に関する事項が諮問される。以降6回にわたって開催され、2006年3月に答申される（当面存続の結論としつつ「存続困難な場合」を言及）[8]。
- 2009年 - 7月 「大月市立大月短期大学附属高等学校基本問題審議会」に対し、大月短期大学附属高等学校存続の是非について諮問される。以降6回にわたって開催され、同年12月に答申があり「閉校はやむなし」との結論に至る[8]。
- 2012年 - 4月 生徒募集停止。
- 2013年 - 
  - 3月1日 卒業式でGACKTが来校しミニコンサートを行う。
  - 9月5日 1992年に埋めたタイムカプセルの掘り起しを行う。
- 2014年 - 3月31日 閉校。
- 2016年 - 5月 本校校舎（「高校棟」[9]）の解体工事が完了[10]。翌2017年3月、その跡地[11][12]に大月短期大学の新校舎（木造校舎「L号館」[13]）が竣工。
- 2018年 - 1月 岩殿ホールの解体工事が完了[14][10]。

## 基礎データ

### 所在地
- 〒401-0012 山梨県大月市御太刀1丁目16番2号

### 通学区域
- 山梨県下一円[15]

### 制服
1994年（平成6年）に制服が変わった。女子用の冬服は森英恵のデザインによるもの。

## 部活動
※ 主に2004年頃のもの。珠算や簿記のように商業科に関わるクラブも見られる。

### 運動部
- 野球部
- サッカー部（男）
- ハンドボール部（男）
- 卓球部（男・女）
- 陸上部（男・女）
- 剣道部（男・女）
- バスケット部（男・女）
- バレー部（女）
- ソフトボール部（女）
- ソフトテニス部（女）

### 文化部
- 茶道部
- 箏曲部
- 華道部
- 陶芸部
- 時局問題部
- 演劇部
- 文芸部
- 美術部
- 書道部
- 写真部
- 吹奏楽部
- 珠算部
- 簿記部
- ワープロ部
- パソコン部
- 英会話部
- インターアクト部

## 高校関係者と組織

### 著名な卒業生
- 川口寛人（元プロ野球選手）
- 川口隼人（元プロ野球選手）